# Droga wojewódzka 806
Die Droga wojewódzka 806 (DW 806) ist eine 27 Kilometer lange Droga wojewódzka (Woiwodschaftsstraße) in der polnischen Woiwodschaft Lublin, die Łuków mit Międzyrzec Podlaski verbindet. Die Strecke liegt im Powiat Łukowski und im Powiat Bialski.

## Streckenverlauf
Woiwodschaft Lublin, Powiat Łukowski
-  Łuków (DK 63, DK 76, DW 807, DW 808)
- Dębowica
- Trzebieszów Pierwszy
- Trzebieszów

Woiwodschaft Lublin, Powiat Bialski
- Strzakły
- Jelnica
-  Międzyrzec Podlaski (DK 2, DK 19, DW 813)